# Orthobula quadrinotata
Orthobula quadrinotata là một loài nhện trong họ Phrurolithidae.
Loài này thuộc chi Orthobula. Orthobula quadrinotata được Christa L. Deeleman-Reinhold miêu tả năm 2001.